# Edward Lowassa
Edward Ngoyai Lowassa (Arusha, 26 agosto 1953 – Dar es Salaam, 10 febbraio 2024) è stato un politico tanzaniano, primo ministro della Tanzania dal 2005 al 2008.

## Biografia
Edward Lowassa nacque ad Arusha, nel nord del Paese, il 26 agosto 1953. Conseguì poi una laurea in belle arti e spettacolo presso l'Università di Dar es Salaam per poi frequentare l'Università di Bath, nel Regno Unito.

### Carriera politica
Successivamente entrò in politica. Ricoprì il ruolo di ministro di Stato presso l'ufficio del primo ministro durante la presidenza di Ali Hassan Mwinyi.
In seguito affrontò le elezioni primarie del partito Chama Cha Mapinduzi che avrebbero poi scelto il candidato del partito per le elezioni generali del 1995. Tuttavia fu sconfitto dal politico Julius Nyerere e non partecipò alla tornata elettorale. In queste elezioni divenne però parlamentare.
Dopo le elezioni del 2000 venne nominato ministro dell'acqua e dello sviluppo del bestiame, dove rimase fino alle successive elezioni del 2005. In queste, Edward Lowassa decise di non cercare la nomina presidenziale, ma di sostenere Jakaya Kikwete.
Divenuto quest'ultimo presidente del Paese a seguito della vittoria alle elezioni, Edward Lowassa divenne primo ministro della Tanzania, prestando giuramento il 30 dicembre dello stesso anno.
Restò in carica fino al febbraio 2008, quando si dimise a causa di uno scandalo di corruzione.
Nel maggio 2015, dopo alcuni anni di rapporti difficili col Chama Cha Mapinduzi ma ancora membro del partito, Edward Lowassa lanciò la sua campagna presidenziale in vista delle elezioni di ottobre. Nel luglio successivo, però, il comitato centrale del CCM lo eliminò dalla lista dei candidati alla presidenza. Ciò provocò l'uscita di Lowassa dal partito e la sua unione col Partito della Democrazia e dello Sviluppo, all'opposizione. Con tale partito corse quindi alle presidenziali, arrivando in seconda posizione.
Nel marzo 2019 tornò invece al CCM.

### Morte
Edward Lowassa morì dopo una lunga malattia in un ospedale di Dar es Salaam il 10 febbraio 2024, all'età di 70 anni.